# Miguel Antonio Varas

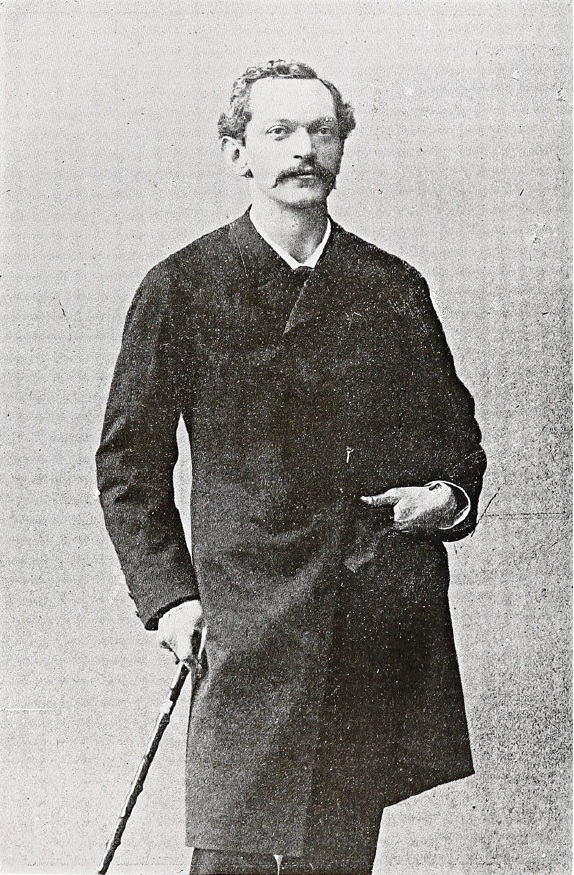
Miguel Antonio Varas.

Miguel Antonio Varas Herrera (Santiago, 11 de agosto de 1847 - 28 de octubre de 1922) fue un abogado y político chileno.

## Biografía
Hijo de Antonio Varas de la Barra y de Irene Herrera Bustamante. Casado con Clotilde Velásquez. 
Educado en Humanidades en el Instituto Nacional. Tomó clases particulares con el conservador Abdón Cifuentes para lograr luego el título de abogado en la Facultad de Derecho de la Universidad de Chile, el 20 de mayo de 1869.
Rector del Instituto Nacional (1879-1880), militante del Partido Nacional o monttvarista fundado por su padre, del cual fue presidente (1880). Profesor de Derecho Internacional de la Universidad de Chile (1892).
Diputado suplente por Talca (1876) pero nunca ocupó la titularidad. 
Diputado propietario por Curepto y Lontué (1879-1882), por San Felipe, Putaendo y Los Andes (1882-1885) y por Ovalle, Combarbalá e Illapel (1885-1888). En los tres períodos formó parte de la comisión permanente de Gobierno y Relaciones Exteriores.
Senador por Valparaíso (1891-1897), integró la comisión de Gobierno y Relaciones Exteriores, además de la comisión de Presupuestos.
Nuevamente Senador por Valparaíso (1915-1921), integró la comisión de Hacienda, Industria y Obras Públicas.